# Lucihormetica verrucosa
Lucihormetica verrucosa är en kackerlacksart som först beskrevs av Brunner von Wattenwyl 1865.  Lucihormetica verrucosa ingår i släktet Lucihormetica och familjen jättekackerlackor. Inga underarter finns listade i Catalogue of Life.